# 마이클 지터
로버트 마이클 지터(Robert Michael Jeter, 1952년 8월 26일 ~ 2003년 3월 30일)는 미국의 배우이다.

## 출연 작품
- 폴라 익스프레스 (2004)
- 오픈 레인지 (2003)
- 웰컴 투 콜린우드 (2002)
- 쥬라기 공원 3 (2001)
- 천국의 남쪽 지옥의 서쪽 (2000)
- 기프트 (2000)
- 트루 크라임 (1999)
- 제이콥의 거짓말 (1999)
- 그린 마일 (1999)
- 붉은 추장의 몸값 (1998)
- 라스베가스의 공포와 혐오 (1998)
- 목요일 (1998)
- 패치 아담스 (1998)
- 마우스 헌트 (1997)
- 에어 버드 (1997)
- 더 보이즈 넥스트 도어 (1996)
- 미시즈 산타 클로스 (1996)
- 워터월드 (1995)
- 고공침투 (1994)
- 집시(영어판) (1993)
- 장미를 든 은행털이 (1993)
- 시스터 액트 2 (1993)
- 피켓 펜스 (1992)
- 피셔 킹 (1991)
- 밀러스 크로싱 (1990)
- 죽음의 총성 (1989)
- 탱고와 캐쉬 (1989)
- 젤리그 (1983)
- 헤어 (1979)